# Phygadeuon crassicornis
Phygadeuon crassicornis là một loài tò vò trong họ Ichneumonidae.